# Ромгу
Ромгу́ (фр. Romegoux) — коммуна во Франции, находится в регионе Пуату — Шаранта. Департамент коммуны — Шаранта Приморская. Входит в состав кантона Сен-Поршер. Округ коммуны — Сент.
Код INSEE коммуны — 17302.

## Население
Население коммуны на 2010 год составляло 622 человека.
| 1962 | 1968 | 1975 | 1982 | 1990 | 1999 | 2010 |
| ---- | ---- | ---- | ---- | ---- | ---- | ---- |
| 492  | 496  | 464  | 440  | 493  | 513  | 622  |